# Сад имени Н. Э. Баумана
Сад и́мени Никола́я Ба́умана (полное название — Государственное автономное учреждение культуры города Москвы «Сад культуры и отдыха им. Н. Э. Баумана», также известен как Сад имени 1-го мая) — московский садово-парковый комплекс в Басманном районе, расположенный между Старой Басманной и Новой Басманной улицами. Открыт в 1920 году в результате объединения сада усадьбы Голицыных с окрестными приусадебными участками. Назван в честь революционера, большевика Николая Баумана. С 1979-го саду присвоен статус объекта культурного наследия России.

## История

### Основание
В XVIII—XIX веках на месте парка располагались приусадебные участки дворянских семей. В конце XVIII века князь Михаил Голицын передал в общественное пользование сад своей усадьбы, расположенной на Старой Басманной улице, 15. Жителям Москвы «дозволялось гулять по нему невозбранно». В 1900-х годах к общественному саду были присоединены части находившихся рядом на Новой Басманной улице приусадебных участков Чулковых и Левашовых.
Официальное открытие парка состоялось весной 1920 года под названием «Сад имени 1-го мая». В результате объединения садов Голицыных, Чулковых и Левашовых с усадьбой промышленника Николая Стахеева, располагавшейся по соседству на Новой Басманной улице, территория парка была значительно расширена. В состав сада также вошло здание особняка Голицыных с хозяйственными постройками и искусственным гротом «Бельведер», возведённым в XVIII веке.

### Советское время
В 1922 году сад переименовали в честь революционера Николая Баумана. В 1920—1930-е годы на территории паркового комплекса была построена открытая концертная эстрада, на которой выступали такие известные советские певцы, как Леонид Утёсов, Клавдия Шульженко и другие. Искусственный грот переоборудовали в кафе.
В 1972 году в саду был установлен памятник Бауману, ставший одним из символов парка. Бюст революционера выполнен скульптором Владленом Одиноковым по проекту архитектора Владимира Климова. Монумент располагался на месте современной детской площадки, но в 1992-м был перенесён в другую часть парка.
По решению Исполнительного комитета Московского городского совета народных депутатов от 2 февраля 1979 года саду был присвоен статус объекта культурного наследия России.

### Реставрация
В соответствии с постановлением правительства Москвы в 2005 году в садово-парковом комплексе проводились озеленительные работы. В рамках проекта по восстановлению 22 парков Центрального административного округа в том же году в саду началась реконструкция бывшей городской усадьбы Голицыных.

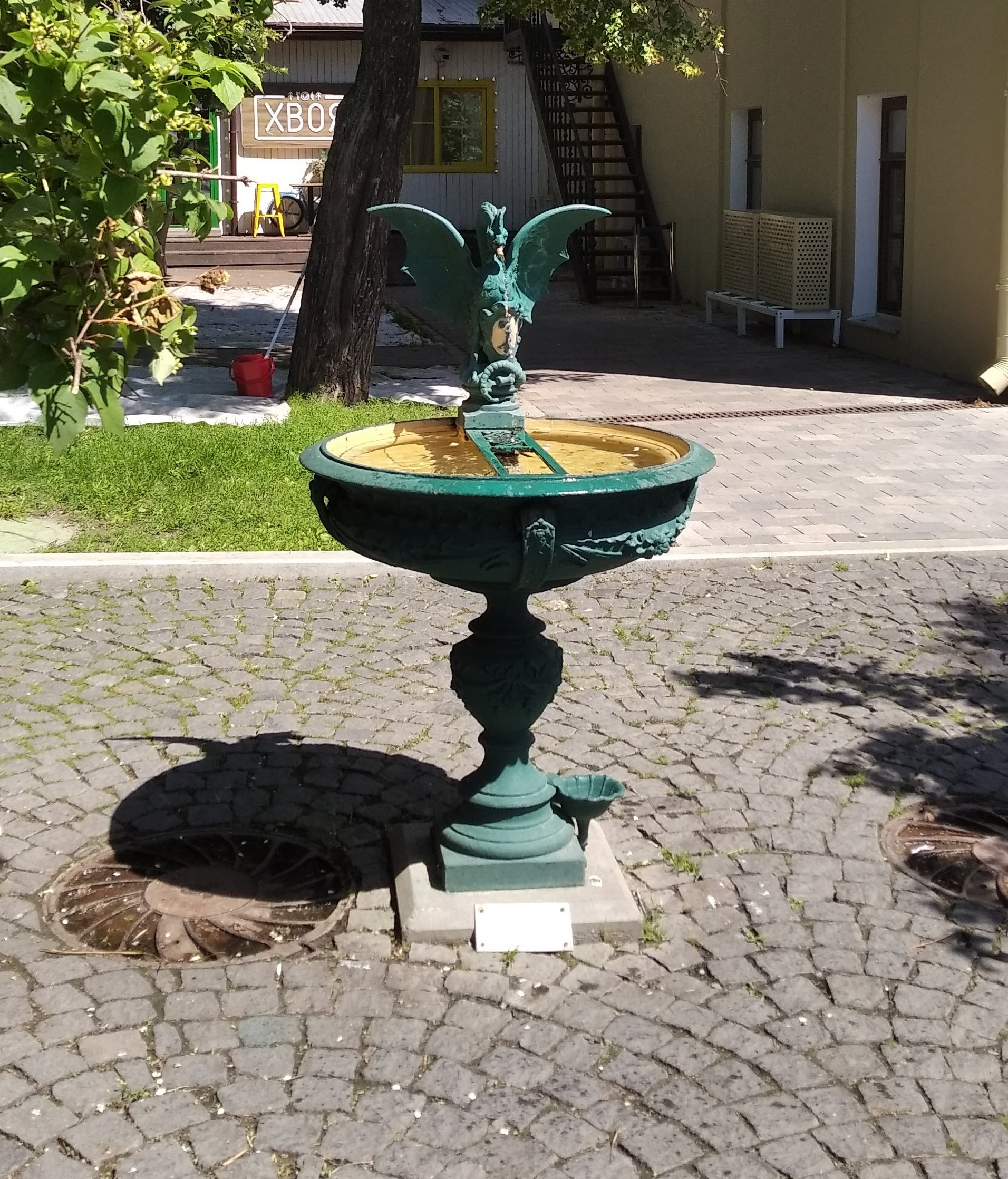
Фонтан-василиск, июнь 2024 года

В 2012 году территории сада были отреставрированы по проектам архитектурного бюро «Wowhaus» под руководством директора парка Игната Жолобова. В ходе работ отремонтировали грот «Бельведер» и проложили новые инженерные коммуникации, сад оборудовали бесплатными точками доступа Wi-Fi и системой видеонаблюдения. Также обустроили спортивные зоны, детский городок (на площадке оборудован игровой пандус, который может использоваться также детьми, передвигающимися на инвалидных колясках), забор с сувенирной лавкой и летнее кафе с кинопроектором. В парке появились новые газоны и цветники, старое деревянное покрытие советской концертной эстрады было обновлено. Были благоустроены липовые, тополиные и кленовые аллеи. Кроме того, территорию комплекса обеспечили новыми скамейками, урнами и малыми архитектурными формами.
В честь обновления городских парков и пешеходных улиц в саду установили знак «Я люблю Москву». Его проект был разработан дизайнерами «Charsky studio» по заказу департамента культуры Москвы. Подобные знаки также появились в зонах отдыха «Музеон» и «Эрмитаж». Осенью 2012 года в парке был смонтирован фонтан в виде василиска, подаренный Москве правительством швейцарского города Базель.
В 2013 году на территории парка были установлены светодиодные лампы, управление которыми могло осуществляться сотрудниками сада дистанционно с мобильных устройств. Одновременно с заменой освещения была улучшена навигация по основным парковым площадкам, новая система связала два входа в парк, выделила площадку для игры в волейбол. На территории концертной эстрады и у монумента Бауману была установлена вечерняя узорная подсветка.
По результатам летнего рейтинга столичных парков, составленного в 2013 году, отреставрированный садово-парковый комплекс занял пятое место по популярности, наряду с парками Красная Пресня, Филёвским и Лианозовским.
В число основных посетителей Сада имени Баумана входят молодые люди 25-35 лет и семейные группы.

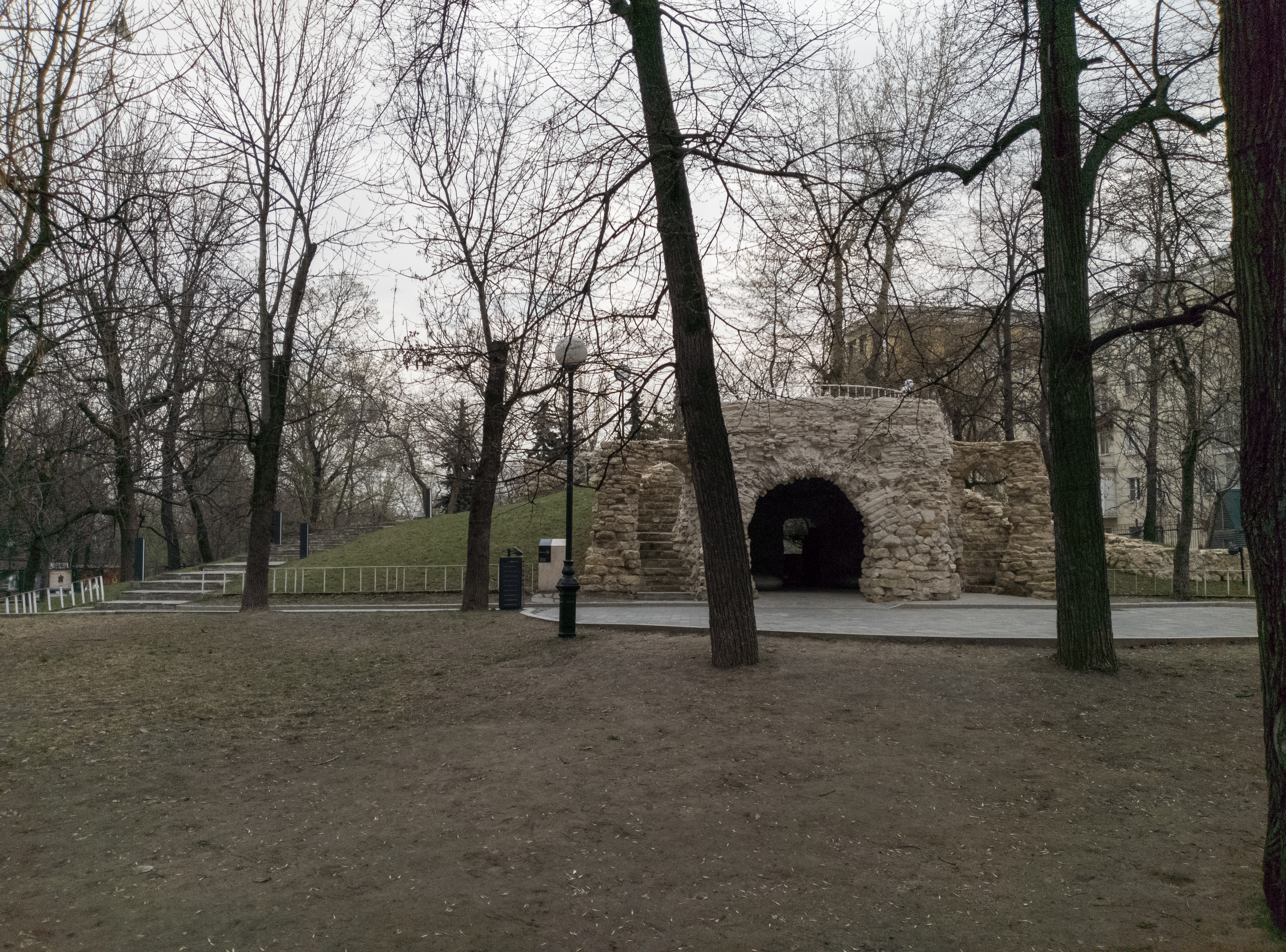
Бельведер после ремонта

В 2022 году открыт исторический каменный грот «Бельведер», находившийся в аварийном состоянии с 2009 года. В процессе работ по восстановлению была расчищена и загерметизирована каменная кладка, усилен фундамент, воссозданы арки по бокам от главного входа и лестницы. Под слоем грунта найден утраченный каскад, на его вершину установлена скульптура в виде танцующей девушки с высоко поднятой ногой.
- На Викискладе есть медиафайлы по теме Грот в саду Баумана

## Деятельность
В садово-парковом комплексе проводятся открытые мероприятия, организуются кружки и занятия. Рядом с эстрадой зимой в саду открывается каток. Летом посетителям парка доступны велопрокат и уличные тренажеры. В тёплое время года в саду также проводятся занятия йогой, фитнесом, танцами. Работает летняя читальня. Парк используется для проведения музыкальных фестивалей, ярмарок, лингвистических занятий, кинопоказов под открытым небом. На территории паркового комплекса работают детские клуб и театр. В летнее время они выполняют функцию детских лагерей. Открыты кафе и точки питания.

## Сад в культуре
- В 1929 году художник Александр Шевченко изобразил Сад имени Баумана на одноимённой картине[23].
- Вход в сад со стороны Новой Басманной можно увидеть в фильме Алексея Германа-ст. «Хрусталёв, машину!» (1998)

## Галерея

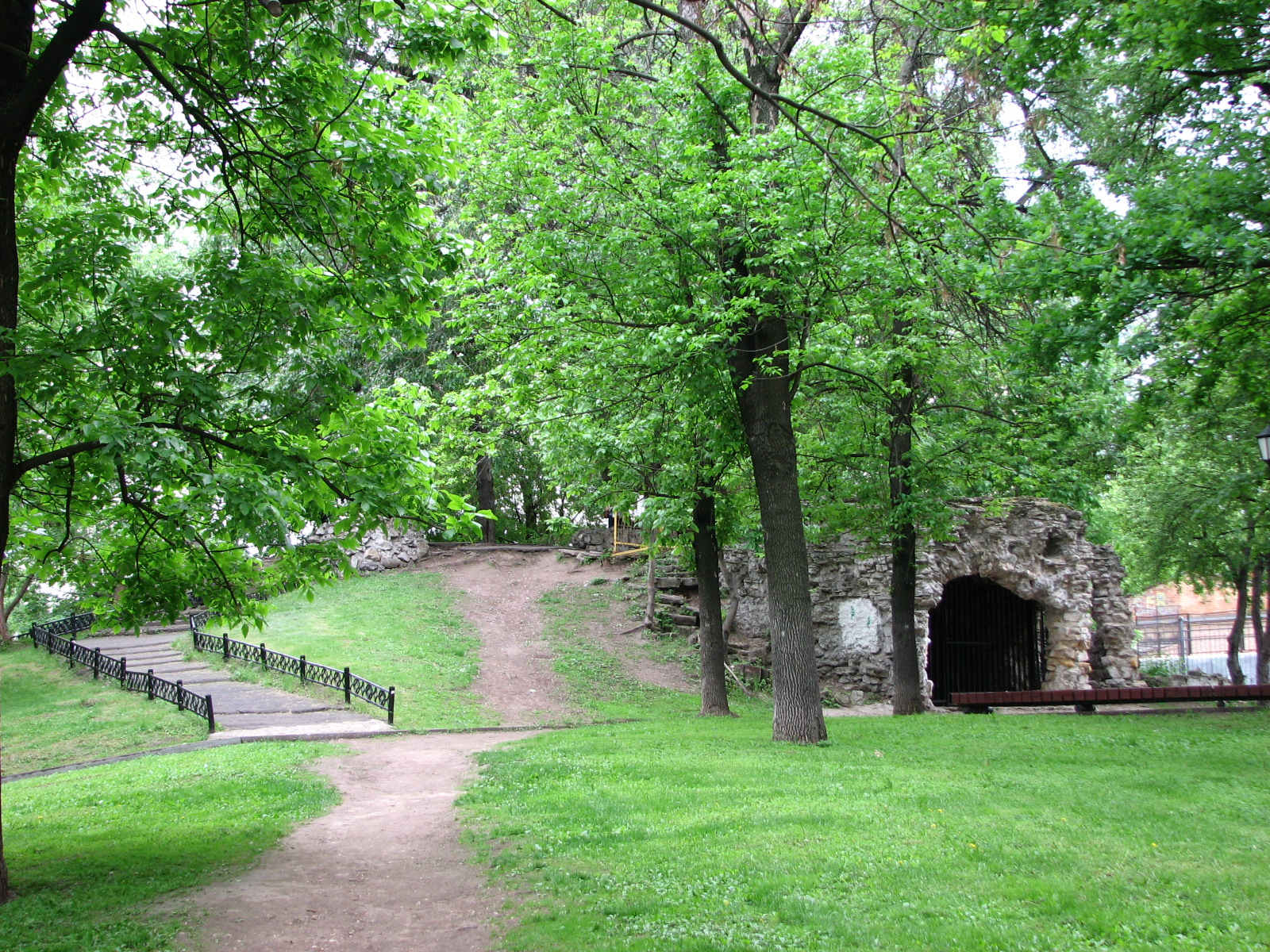
Грот «Бельведер», 2010 год
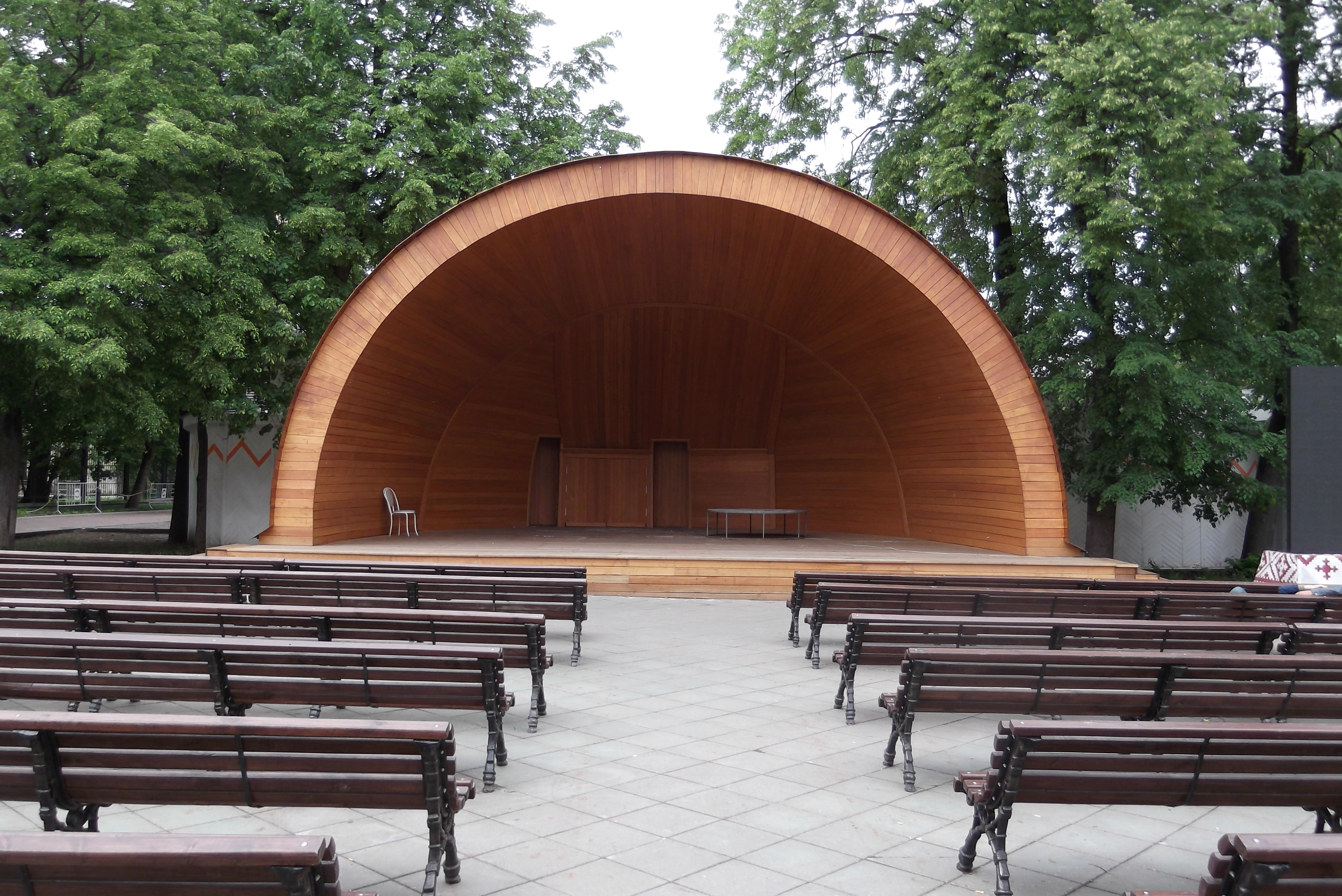
Концертная эстрада до реставрации, 2010 год
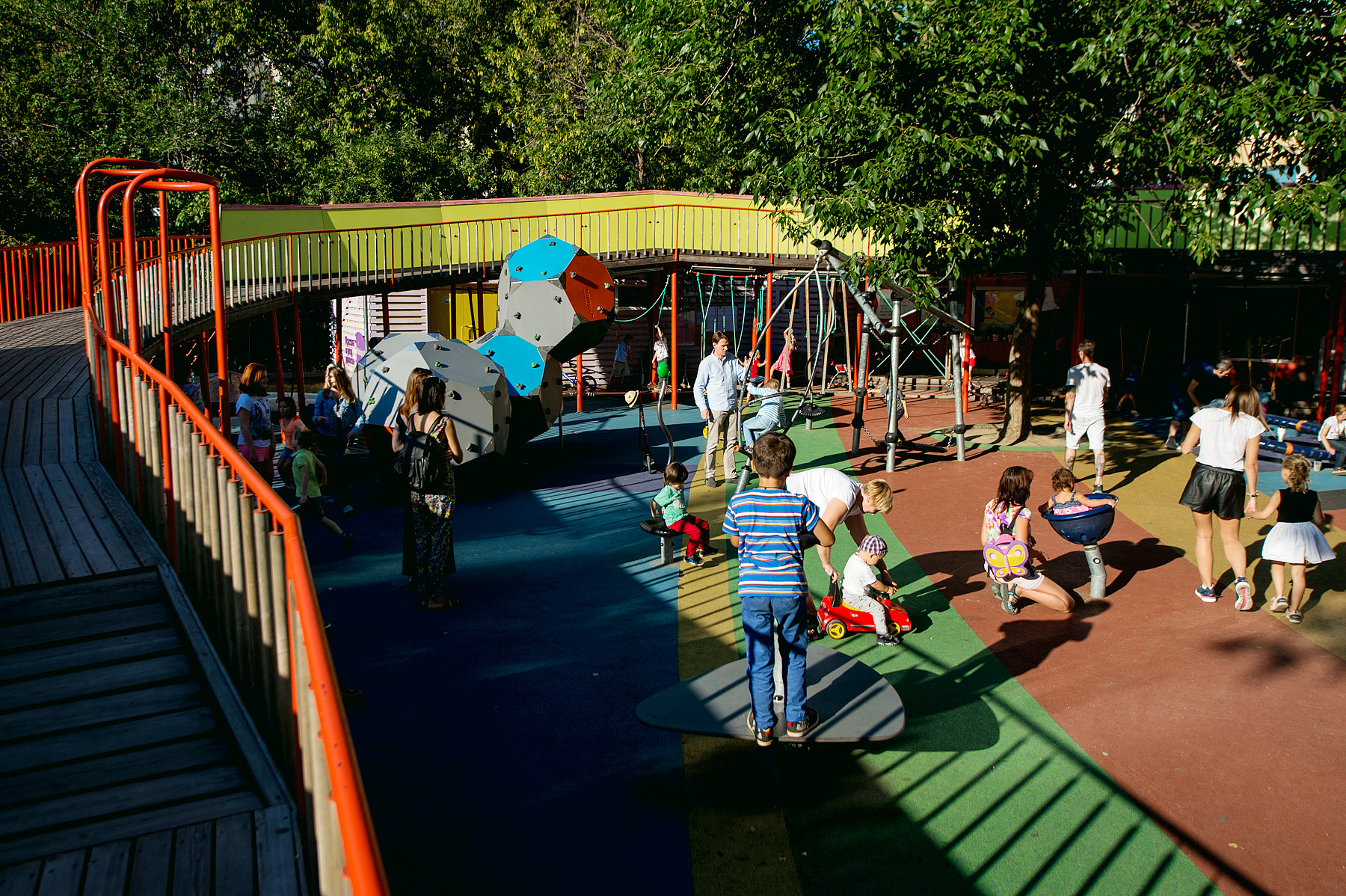
Детский городок в Саду им. Баумана, 2015 год
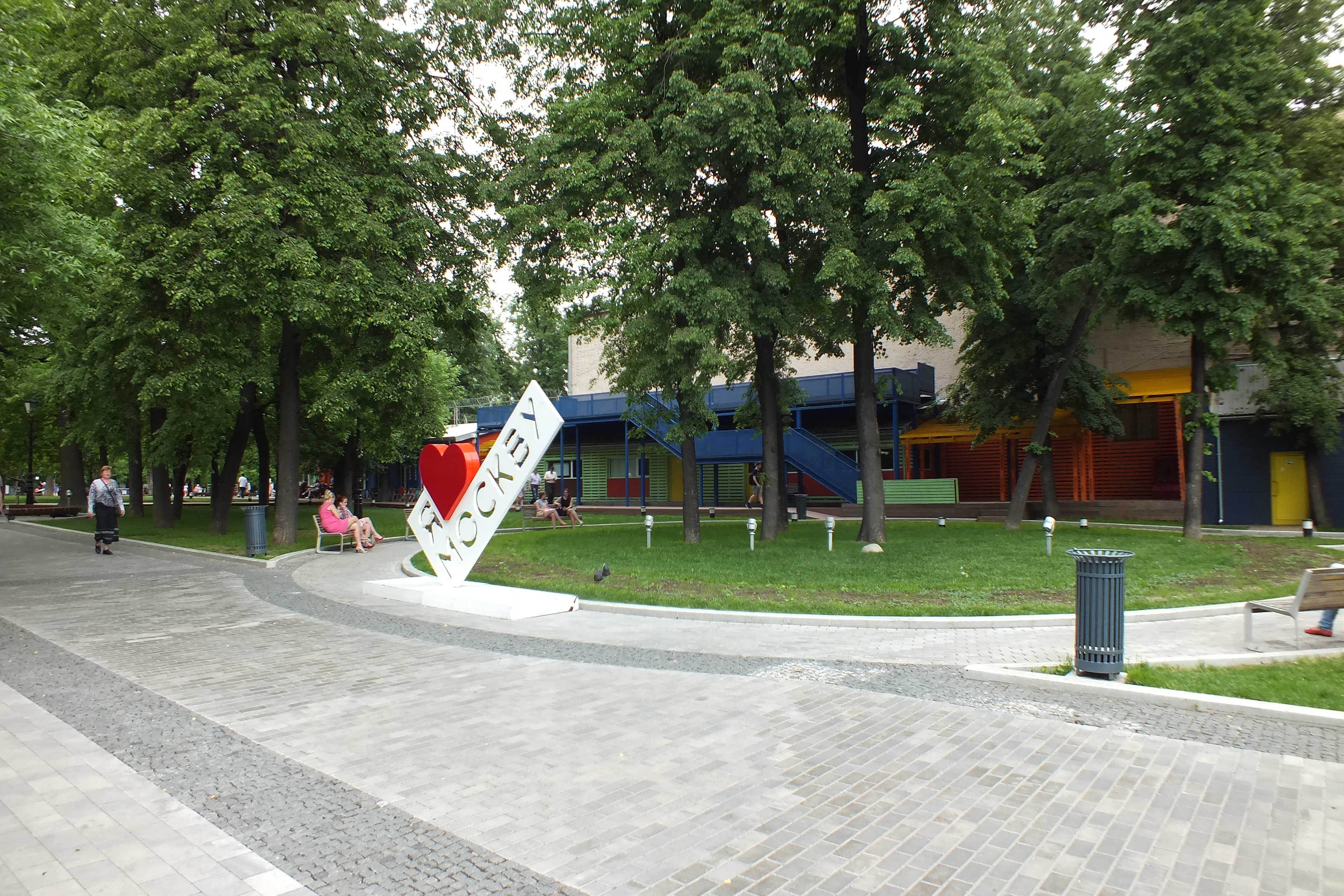
Знак «Я люблю Москву», 2015 год
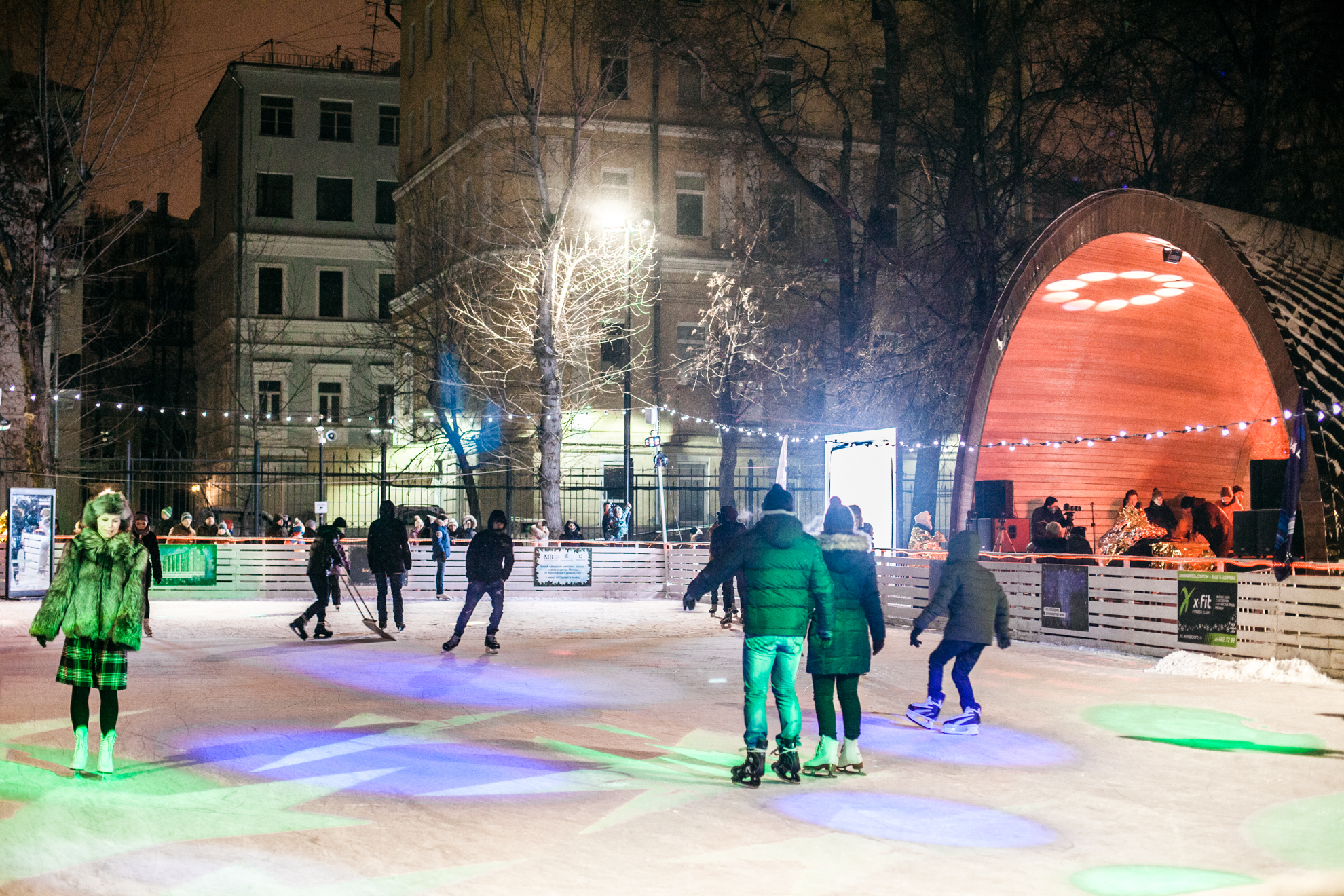
Каток в саду, 2015 год
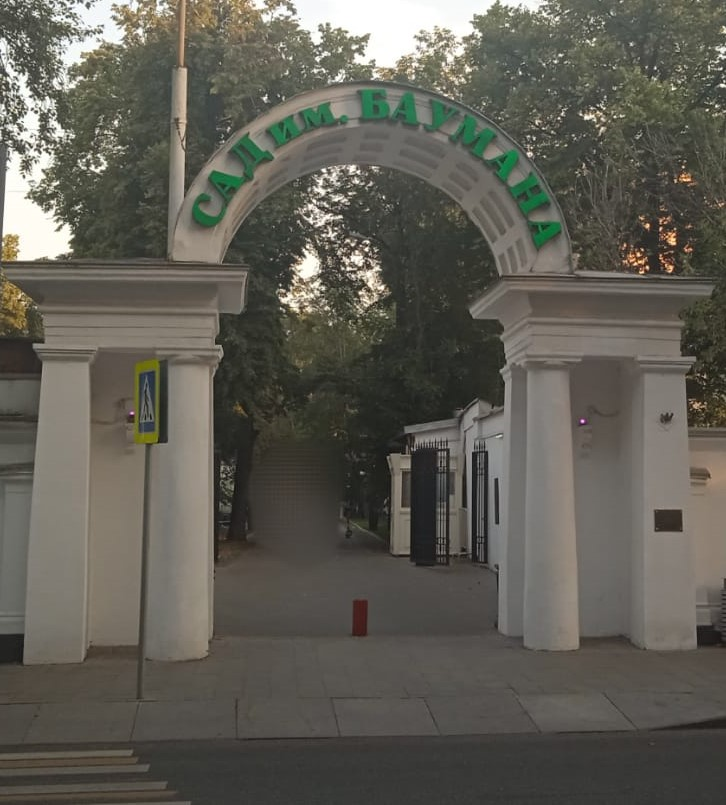
Вход в сад со стороны Новой Басманной улицы
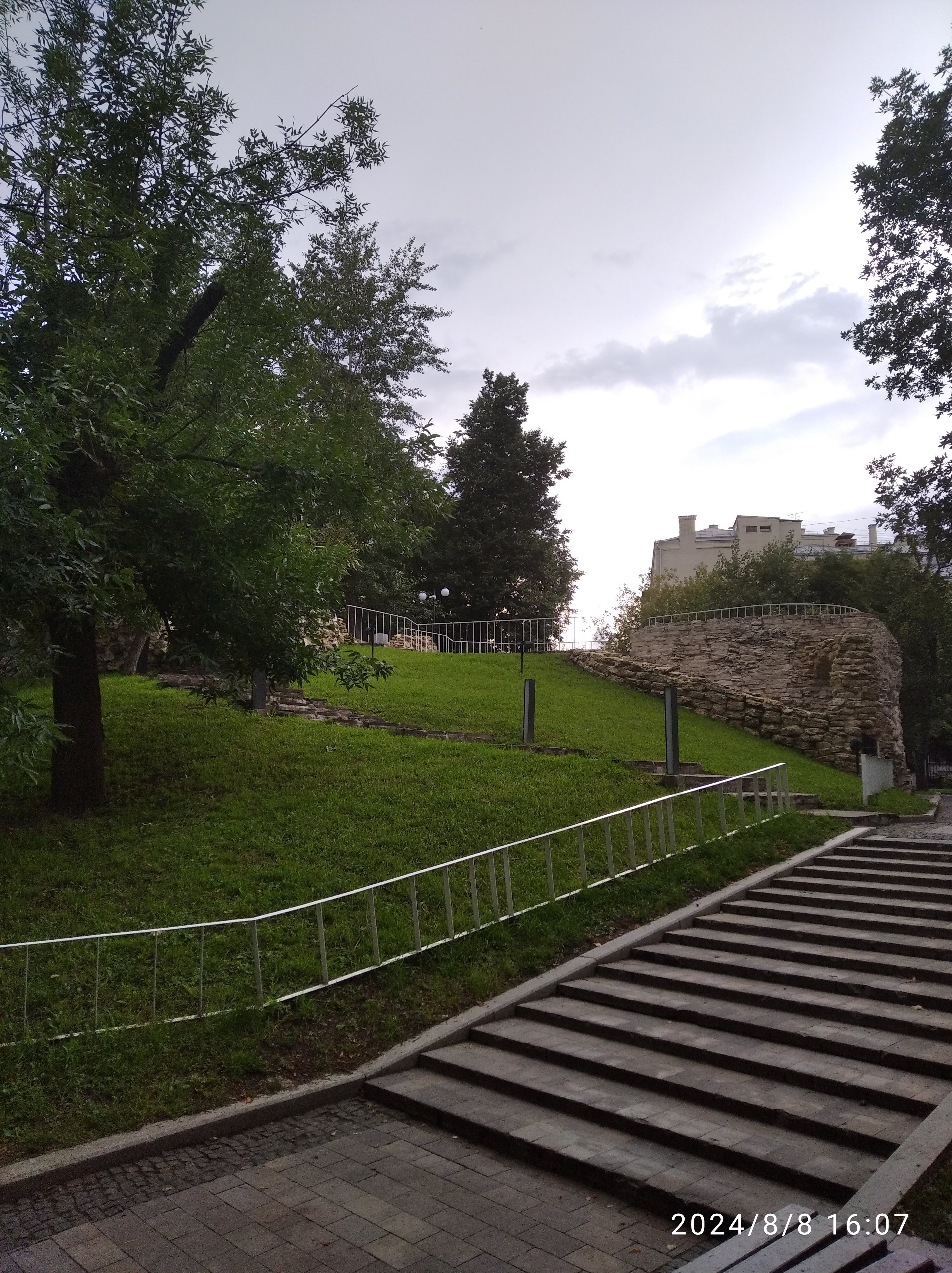
Грот «Бельведер» после реставрации (фото — август 2024)
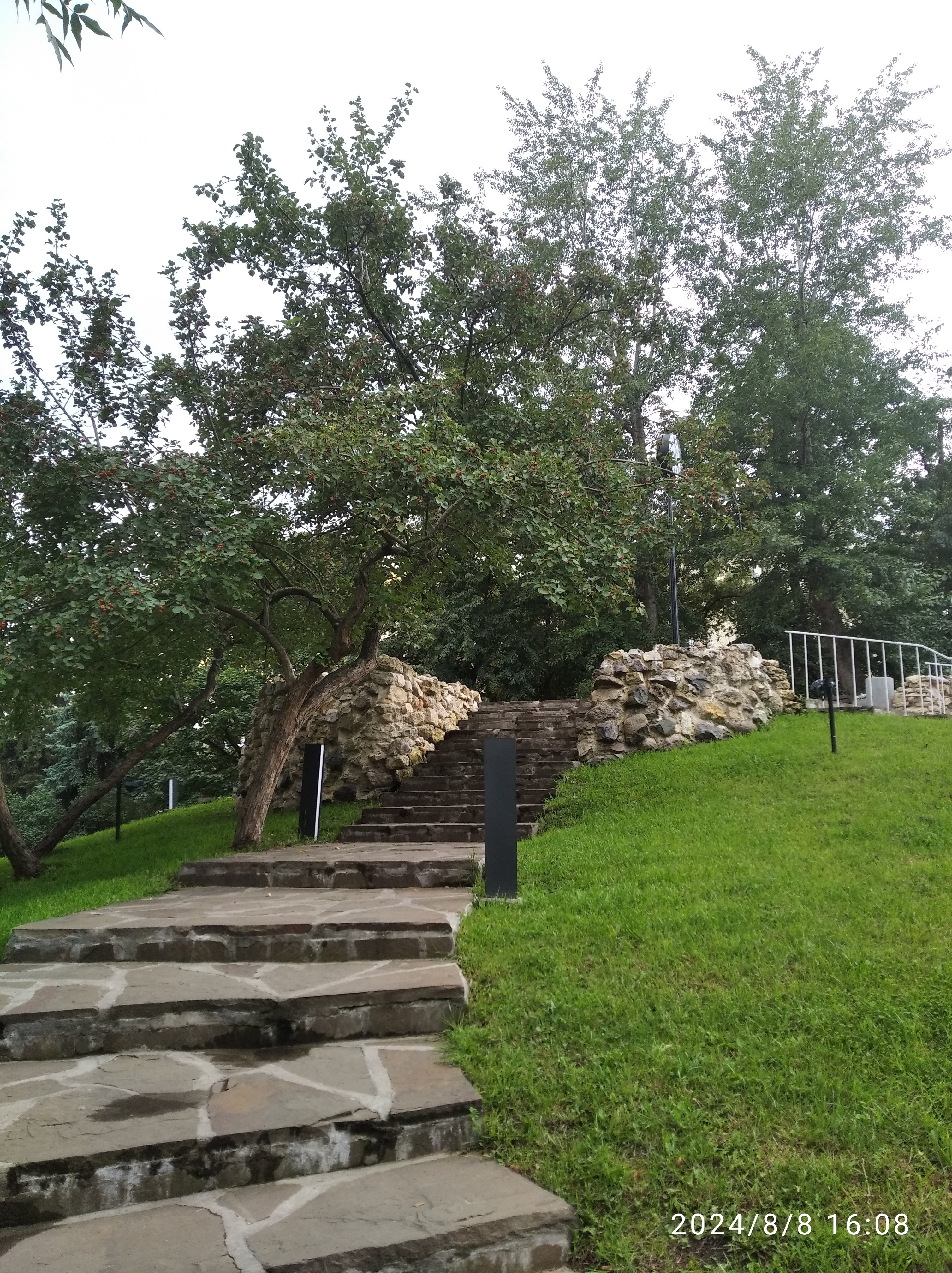
Грот «Бельведер» после реставрации (фото — август 2024)